# Ambtmanshuis

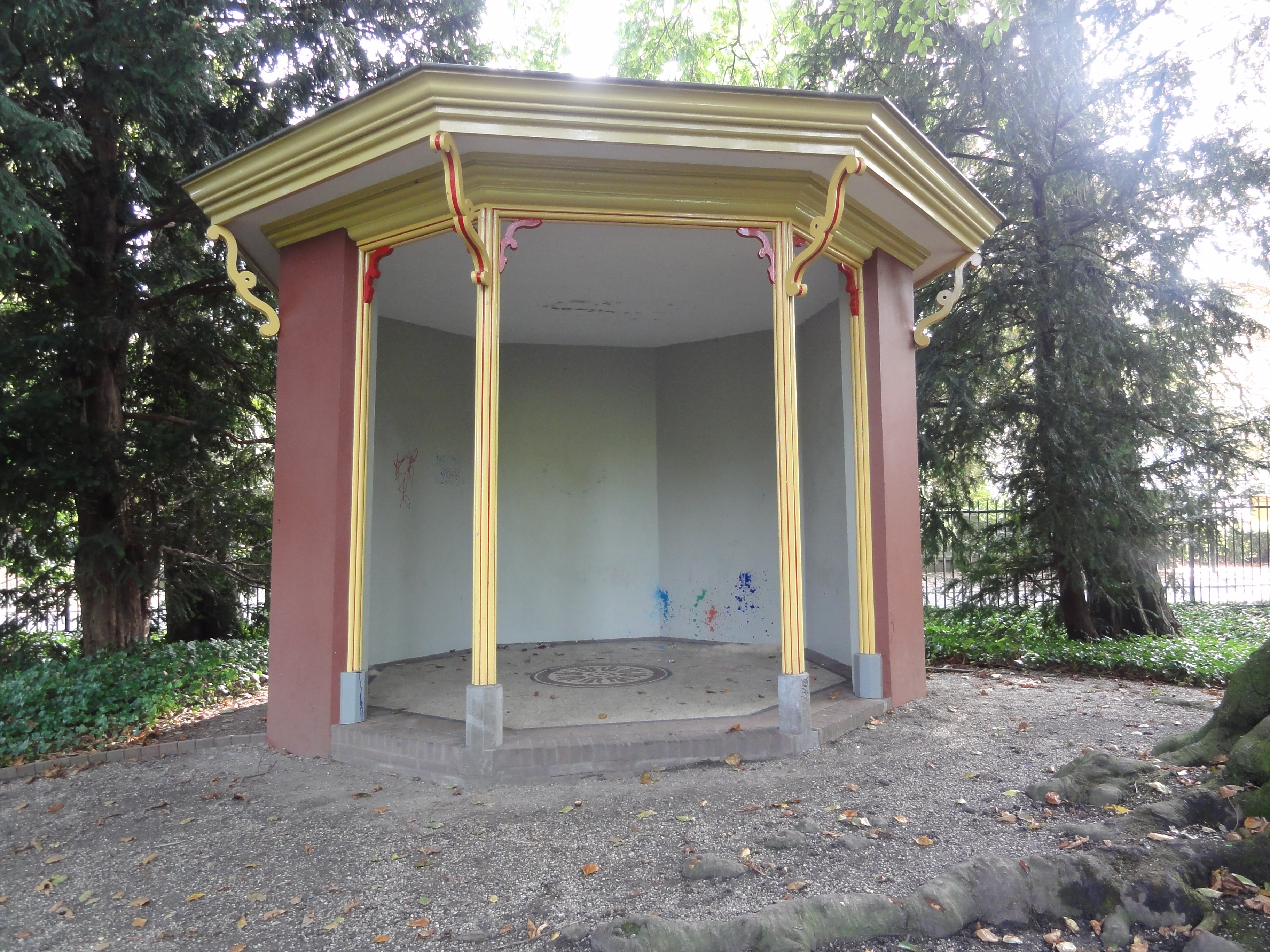
Theehuisje

Het Ambtmanshuis is een monumentaal pand in de Nederlandse stad Tiel.
Opdracht voor de bouw van een huis op deze plaats werd in 1525 gegeven door Adriaan van Bueren, ambtman, dijkgraaf en richter van de Neder-Betuwe. Dit bouwwerk is waarschijnlijk niet voltooid geweest en de materialen zijn in opdracht van Karel van Gelre gebruikt voor verdedigingswerken van de stad Tiel. Mogelijk is het gebouw van meet af aan ontworpen als tweebeukig. De kapconstructie van de oudste van de twee beuken is omstreeks 1542 opgetrokken, de tweede beuk is tegen de eerste aangebouwd en omstreeks 1550 voltooid.
Vanaf 1550 is in fasen verder gebouwd door opeenvolgende ambtmannen van Tiel en de Neder-Betuwe. Aan het einde van de 16e eeuw is het pand tweemaal uitgebreid. De keuken stamt uit de 17e eeuw. De landschapstuin is rond 1850 ontworpen door Karel George Zocher. Hier bevinden zich een theehuisje en een neoclassicistisch koetshuis/oranjerie.
Vanaf 1996 is het Ambtmanshuis onderdeel van het stadhuiscomplex. In het gebouw bevinden zich de werkkamers van burgemeester en wethouders en de trouwzaal. De trouwzaal is in 2011 gerestaureerd in de stijl van de achttiende eeuw.

## Geschiedenis
Van 1544 tot 1750 was het Ambtmanshuis de woning van de ambtman van de Neder-Betuwe. De ambtman was de bestuurder van het gebied namens de vorst. De eerste bouwheer, Adriaen van Bueren, overleed in 1527. Ambtman Claes Vijgh huwde (gedwongen) diens weduwe, Anna van Gelre, een onechte dochter van Karel van Gelre en Maria van Zuyderstein. Zij waren de eerste bewoners van het Ambtmanshuis.
Van 1750 tot 1937 was het pand veelal in het bezit van particulieren, onder andere van verschillende Tielse burgemeesters. In 1825 kwam het voor f. 9000 in bezit van jhr. P.A. Reuchlin, die er een katoenspinnerij en later het hoofdkantoor van de Nederlandsche Maatschappij van Brandverzekering vestigde (1833-1906). De werkkamer van de heer Reuchlin is nog steeds intact op de eerste verdieping van het pand aanwezig. Het originele negentiende-eeuwse meubilair is gedeeltelijk op de zolder opgeslagen, omdat het wat onpraktisch is.
Reuchlin was de bet-overgrootvader van actrice Mary Dresselhuys, die in haar jeugd vaak in het Ambtmanshuis logeerde. Een portret van haar hing lange tijd in de hal.
Tussen 1937 en 1986 was het polderdistrict Tielerwaard in het gebouw gevestigd. Dat verkocht het in 1986 aan een projectontwikkelaar die plannen had om in de tuin luxe appartementen te bouwen. Het onbeveiligde pand werd in die tijd niet gebruikt, maar de hele antieke inboedel stond er nog in. In 1990 werden bij een inbraak twee kostbare wandklokken gestolen die nooit teruggevonden zijn. Enige tijd daarvoor was al een stel antieke beelden uit de tuin gestolen. Ook verdween een aantal historische objecten, zoals twee zeventiende of achttiende-eeuwse seinkanonnetjes, een schilderijtje van een landschap door Charles Leickert en een zeventiende of achttiende-eeuws schilderijtje van een man die een pispot uit het raam leeggiet.
In 1990, korte tijd na de inbraak, kocht de gemeente Tiel het pand voor hetzelfde bedrag, zijnde ƒ 490.000,-, waarvoor de projectontwikkelaar het had gekocht. In ruil daarvoor kreeg deze de toezegging dat hij honderdvijftig woningen mocht bouwen in de nieuwbouwwijk Passewaaij. Dit leidde in 2002 tot een geschil met de gemeente. De rechter oordeelde dat de gemeente aan de projectontwikkelaar een bedrag van € 428.000 euro moest betalen omdat de overeenkomst niet goed was nagekomen.